# Parkesina
La parkesina, precursora del cel·luloide, va ser descoberta per Alexander Parkes, professor de ciències naturals de Birmingham, Anglaterra.
Al voltant de l'any 1850, Parkes experimentava al seu laboratori amb la nitrocel·lulosa, i en barrejar-la amb la càmfora va descobrir que el compost formava una substància transparent, dura però flexible, que va anomenar parkesina. A la dècada de 1860 John Wesley Hyatt adquiriria la patent britànica i el doctor Parkes es mostraria més que satisfet per poder vendre els drets de la patent d'aquella novetat, que havia intentat comercialitzar sense èxit.
A causa d'una gran escassetat d'ivori, un fabricant de boles de billar de Nova Anglaterra va oferir un premi de 10.000 dòlars a qui trobés un succedani adequat. Hyatt s'hi va presentar i va guanyar el premi amb el que havia batejat com cel·luloide. L'any 1872 va patentar “el seu invent”.
Amb ell es van començar a fabricar molt diversos objectes, com ara mànecs de ganivet, marcs d'ulleres i pel·lícula cinematogràfica. Sense el cel·luloide no hagués pogut iniciar-se la indústria cinematogràfica a finals del segle XIX. El cel·luloide pot ser estovat repetidament i modelat de nou mitjançant calor, per la qual cosa rep el qualificatiu de termoplàstic.
La parkesina és una substància feta a partir de la reacció de components naturals, mentre que la baquelita, una altra substància plàstica pionera, és la primera feta a partir de processos de síntesi.